# Юниаструм банк
Юниаструм-банк — бывший российский коммерческий банк. Создан в 1994 году, 20 января 2017 прекратил свою деятельность в связи с реорганизацией в форме присоединения к ПАО «Восточный экспресс банк».
Являлся членом международной платёжной системы Visa, эмитировал карты систем MasterCard Worldwide (Cirrus/Maestro, Eurocard/Mastercard) и American Express.

## Собственники и руководство
В сентябре 2015 владельцем 100 % акций и президентом Юниаструм-банка стал Артём Аветисян.
Председатель совета директоров — Никитин Андрей Сергеевич.
Председатель правления — Цытович Алла Вадимовна.
Ранее Банку Кипра принадлежала 80 % доля Юниаструм-банка, Гагику Закаряну и Георгию Пискову по 10 %.

## Деятельность
По состоянию на май 2009 года розничная сеть банка включала в себя 209 основных офисов, 42 филиала, 155 дополнительных офиса, 13 операционных касс, расположенных во всех основных регионах России. Участник системы обязательного страхования вкладов.
Дополнительные офисы КБ «Юниаструм-банк» предлагали полный комплекс банковских услуг. Для физических лиц банк предлагал вклады, пластиковые карты, потребительское кредитование, депозитарные ячейки, валютно-обменные операции, денежные переводы «Юнистрим» и др. Для юридических лиц «Юниаструм-банк» предлагал депозиты, расчётно-кассовое обслуживание, различные программы кредитования, в том числе кредитование малого бизнеса, а также зарплатные проекты.

## История
1994 — создание банка.
1996 — банк принят в российскую платёжную систему Union Card.
1997 — банк получил лицензию № 138-00180-211400 профессионального участника рынка ценных бумаг, стал членом Московской фондовой биржи и Российская торговая система.
1998 — банк стал членом Московской межбанковской валютной биржи (валютная и фондовая секции), получил право совершать операции с иностранной валютой и драгоценными металлами, что позволило установить прямые корреспондентские отношения с крупнейшими иностранными банками, а также осуществлять активные операции в валютах стран дальнего зарубежья и стран СНГ.
1999 — Январь — открыто первое отделение банка — «На Варварке». Сентябрь — состоялась презентация нового отделения «Олимпик Плаза», открытого в здании офисного центра «Олимпик Плаза» на проспекте Мира. Октябрь — совет директоров принял решение об увеличении уставного капитала банка до 100 млн рублей.
2000 — из акционерного общества закрытого типа (АОЗТ) Юниаструм-банк преобразован в общество с ограниченной ответственностью (ООО).
2001 — банк принят в члены Всемирной межбанковской системы SWIFT.
2002 — банк вступил в международную платежную систему Visa.
2003 — открыт филиал Юниаструм-банка в Перми.
2004 — открыт филиал в Новосибирске.
2006 — Юниаструм-банк получил статус уполномоченного банка Правительства Москвы. Открыты филиалы в Мурманске, Архангельске, Чебоксарах, Смоленске и Курске.
2007 — в Москве открыт первый специализированный Центр ипотечного кредитования Юниаструм-банка, открыты филиалы в Кирове, Хабаровске.
31 октября 2008 года Банк Кипра завершил сделку по приобретению 80 % долей КБ «Юниаструм-банк» (ООО). По сообщению газеты «Коммерсант», в рамках сделки равные 40 % пакеты своих акций продали основные владельцы банка Георгий Писков и Гагик Закарян, оставив за собой по 10 % акций и сохранив посты председателя совета директоров и президента.
3 июля 2008 года «Юниаструм-банк» стал лауреатом премии «Best Russian Brand».
Согласно решению общего собрания участников банка от 21 ноября 2008 года, единственным участником банка является Компания с ограниченной ответственностью «Бок Раша (Холдингз) Лимитед», дочерняя компания Банка Кипра. На этом же собрании было принято решение об увеличении уставного капитала банка на 1,2 млрд рублей (50 млн $) до 3,8 млрд руб.
Центральный банк Российской Федерации включил Юниаструм-банк в список 52 кредитных организаций, выполняющих требования по наличию международного рейтинга соответствующего уровня, поручительствами которых могут быть обеспечены кредиты Банка России.
Между Федеральным казначейством РФ и банком заключено генеральное соглашение о размещении средств федерального бюджета на банковские депозиты. На основании этого соглашения КБ «Юниаструм-банк» получил право привлекать бюджетные средства от Министерства финансов Российской Федерации на проводимых им аукционах.
После произошедшего 29 сентября 2008 года обесценивания паёв общих фондов банковского управления (ОФБУ) Юниаструм-банка и последовавших за этим обращений пайщиков в Федеральную службу по финансовым рынкам, последняя приостановила лицензию Юниаструм-банка на осуществление деятельности по управлению ценными бумагами. Основанием для этого стал ряд грубых нарушений законодательства о ценных бумагах, обнаруженных ФСФР. Позже лицензия была возобновлена, но с некоторыми ограничениями — в частности, запрещено заключение новых договоров присоединения к ОФБУ.
24 февраля 2009 года правительство Москвы на 18 месяцев продлило банку статус «уполномоченный банк правительства Москвы», что позволяло банку участвовать во многих целевых программах правительства Москвы.
В апреле 2009 года «Юниаструм-банк» аккредитован «Агентством по страхованию вкладов» в качестве банка-агента по выплате страховых возмещений вкладчикам.
С 2001 года банк начал активно заниматься срочными денежными переводами. Система переводов была названа Юнистрим. Со временем она стала занимать значительную долю в деятельности банка и была выделена в отдельную организацию под управлением ОАО «КБ Юнистрим». Организацию контролируют те же лица, что и Юниаструм — Закарян и Писков.
С 20 января 2017 года банк прекратил свою деятельность, был присоединен к банку «Восточный экспресс банк».
В феврале 2019 года в Басманном суде Москвы взятым под стражу в связи с возбуждением уголовного дела основателем фонда Baring Vostok Capital Partners Майклом Калви Артём Аветисян был обвинен в выводе средств под видом фиктивных сделок из банка Юниаструм перед его слиянием с банком «Восточный». Дело рассматривается в арбитражном суде в Лондоне.